# Čakovice (Štětí)
Čakovice jsou ves patřící pod Štětí. Vsí protéká potok Obrtka a na návsi se nachází pozdně barokní kaplička z počátku 19. století zasvěcená sv. Janu Nepomuckému a sv. Pavlovi, která byla rekonstruována v letech 1999–2000. Čakovice jsou dnes hojně využívány pro rekreační účely, pro které je též využíván místní rybník.

## Historie
Nejstarší písemná zmínka pochází z roku 1276.

## Obyvatelstvo
|           | 1869 | 1880 | 1890 | 1900 | 1910 | 1921 | 1930 | 1950 | 1961 | 1970 | 1980 | 1991 | 2001 | 2011 |
| --------- | ---- | ---- | ---- | ---- | ---- | ---- | ---- | ---- | ---- | ---- | ---- | ---- | ---- | ---- |
| Obyvatelé | 246  | 260  | 259  | 251  | 235  | 273  | 243  | 129  | 133  | 124  | 106  | 61   | 46   | 52   |
| Domy      | 52   | 52   | 51   | 52   | 50   | 52   | 50   | 42   | 32   | 28   | 25   | 30   | 31   | 28   |

## Pamětihodnosti
- Kaple svatého Jana a svatého Pavla
- Dům čp. 10
- Usedlost čp. 17